# Rokitó
Rokitó (szlovákul: Rokytov) község Szlovákiában, az Eperjesi kerület Bártfai járásában.

## Fekvése
Bártfától 7 km-re északnyugatra, a Tapoly bal partján fekszik.

## Története
A falu már a 13. században is létezett, de soltész általi betelepítése a 14. században történt a német jog alapján. Első írásos említése 1414-ból való, amikor Luxemburgi Zsigmond a makovicai uradalmat a Czudar nemzetségnek adományozza és az uradalomhoz tartozó falvak között Rokitót is megemlíti. 1427-ben 15 portája adózott, így a közepes nagyságú falvak közé számított. Később lakóinak többsége elveszítette földjeit és zsellérsorba süllyedt. A falu 1473-ig a makovicai uradalomhoz, majd részben Bártfa városához tartozott, részben pedig a Rozgonyiaké volt. 1543-ban a bírón kívül 6, 1567-ben 3, 1588-ban szintén 3 portája adózott. 1600-ban 14 jobbágyportája volt. 1715-ben 7, 1720-ban 9 jobbágyportája volt.
A 18. század végén Vályi András így ír róla: „ROKITO. Tót falu Sáros Várm. földes Ura Bártfa Városa, lakosai katolikusok, fekszik Tapoly vize partyán, hegyek között, Sárpatakához nem meszsze, mellynek filiája, határjában néhol jó földgye van, réttyei szorossak, fája van mind a’ kétféle.”
1828-ban 61 házában 456 lakos élt.
Fényes Elek 1851-ben kiadott geográfiai szótárában így ír a faluról: „Rokitó, tót falu, Sáros vmegyében, Sárpataka fil., 265 kath., 257 evang., 7 zsidó lak. F. u. Bártfa, melly ut. postája.”
A trianoni diktátum előtt Sáros vármegye Bártfai járásához tartozott.

## Népessége
| Év:            | 1994. | 2004.   | 2014.   | 2024.   |
| -------------- | ----- | ------- | ------- | ------- |
| Emberek száma: | 501   | 533     | 556     | 567     |
| Eltérés:       |       | +6,38 % | +4,31 % | +1,97 % |

| Év:            | 2023. | 2024.   |
| -------------- | ----- | ------- |
| Emberek száma: | 568   | 567     |
| Eltérés:       |       | -0,17 % |

1910-ben 320, többségben szlovák lakosa volt, jelentős cigány kisebbséggel.
2001-ben 528 lakosából 524 szlovák volt.
2011-ben 560 lakosából 536 szlovák.

## Nevezetességei
Római katolikus temploma 1808-ban épült a korábbi templom alapjain.

## Külső hivatkozások
- Hivatalos oldal
- E-obce.sk Archiválva 2011. szeptember 16-i dátummal a Wayback Machine-ben
- Községinfó
- Rokitó Szlovákia térképén